# Eisbein

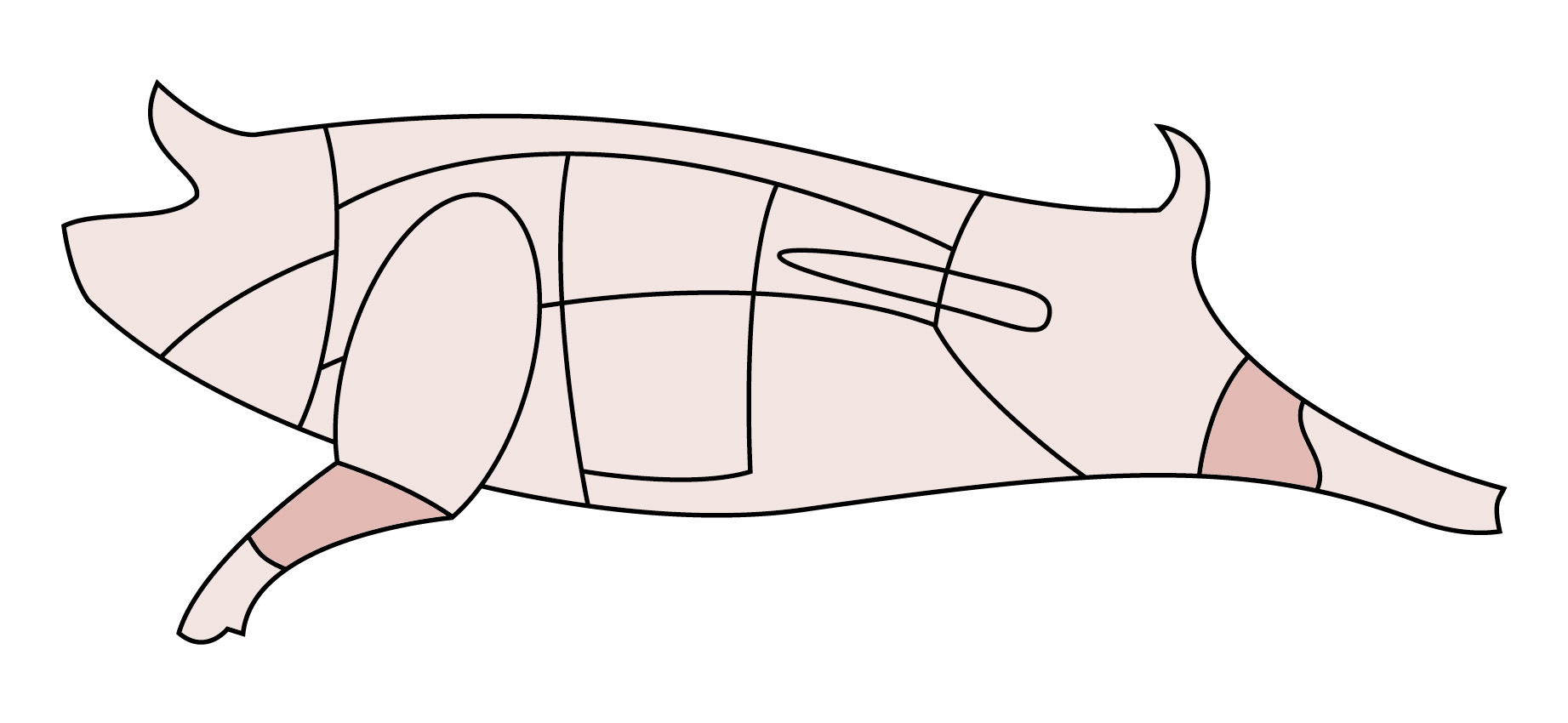
Eisbein

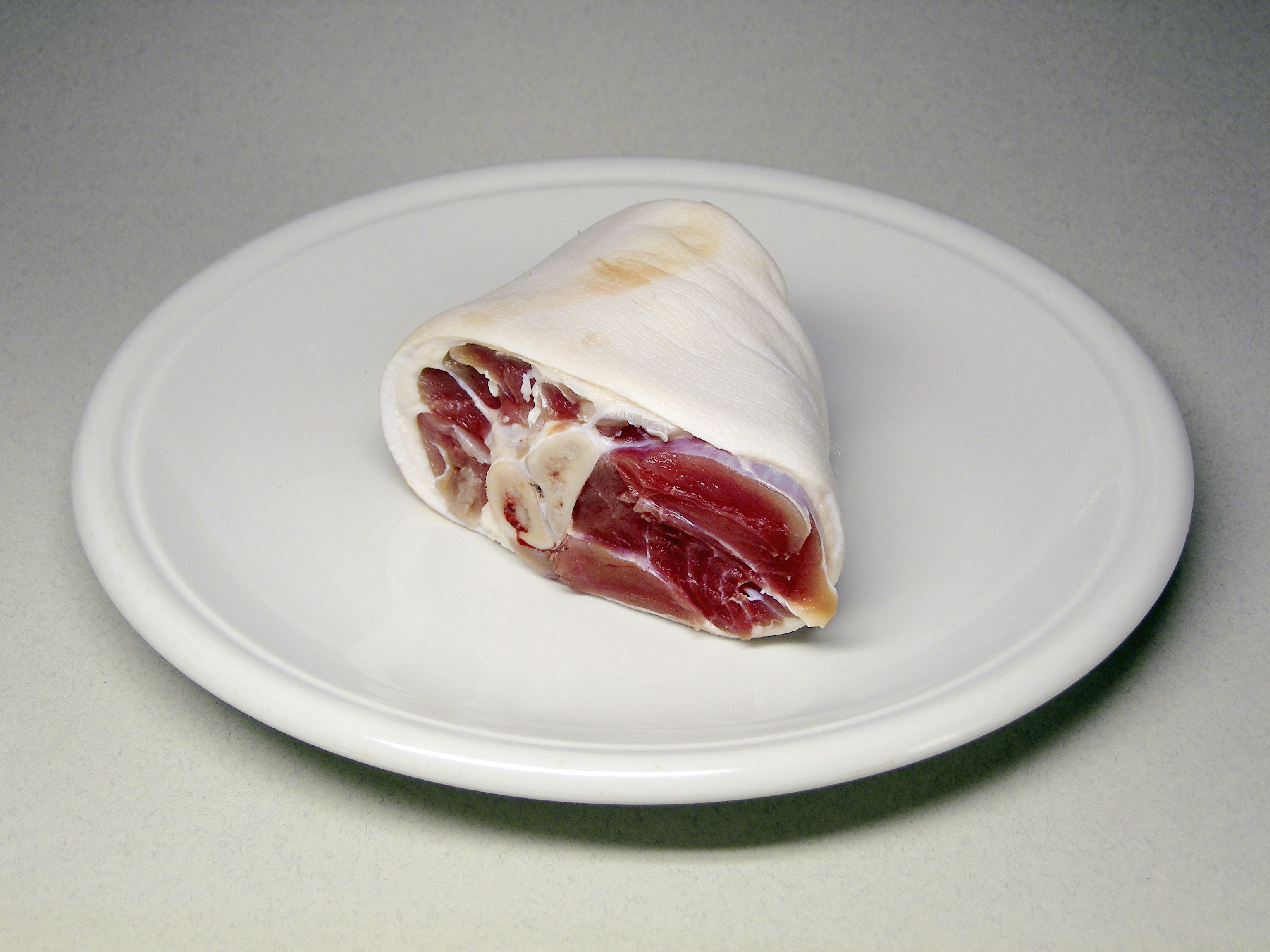
Gepökeltes Eisbein

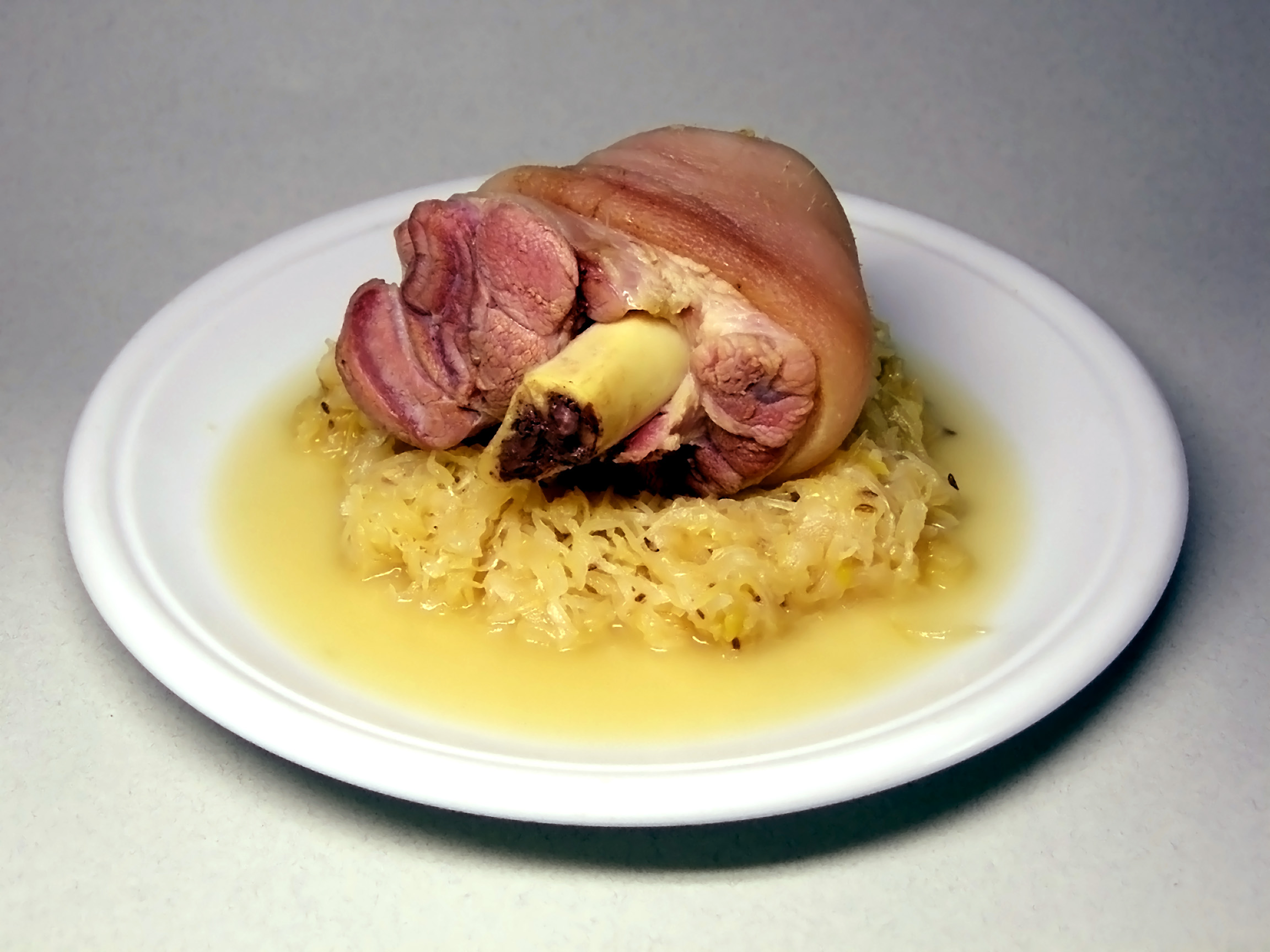
Eisbein com Sauerkraut

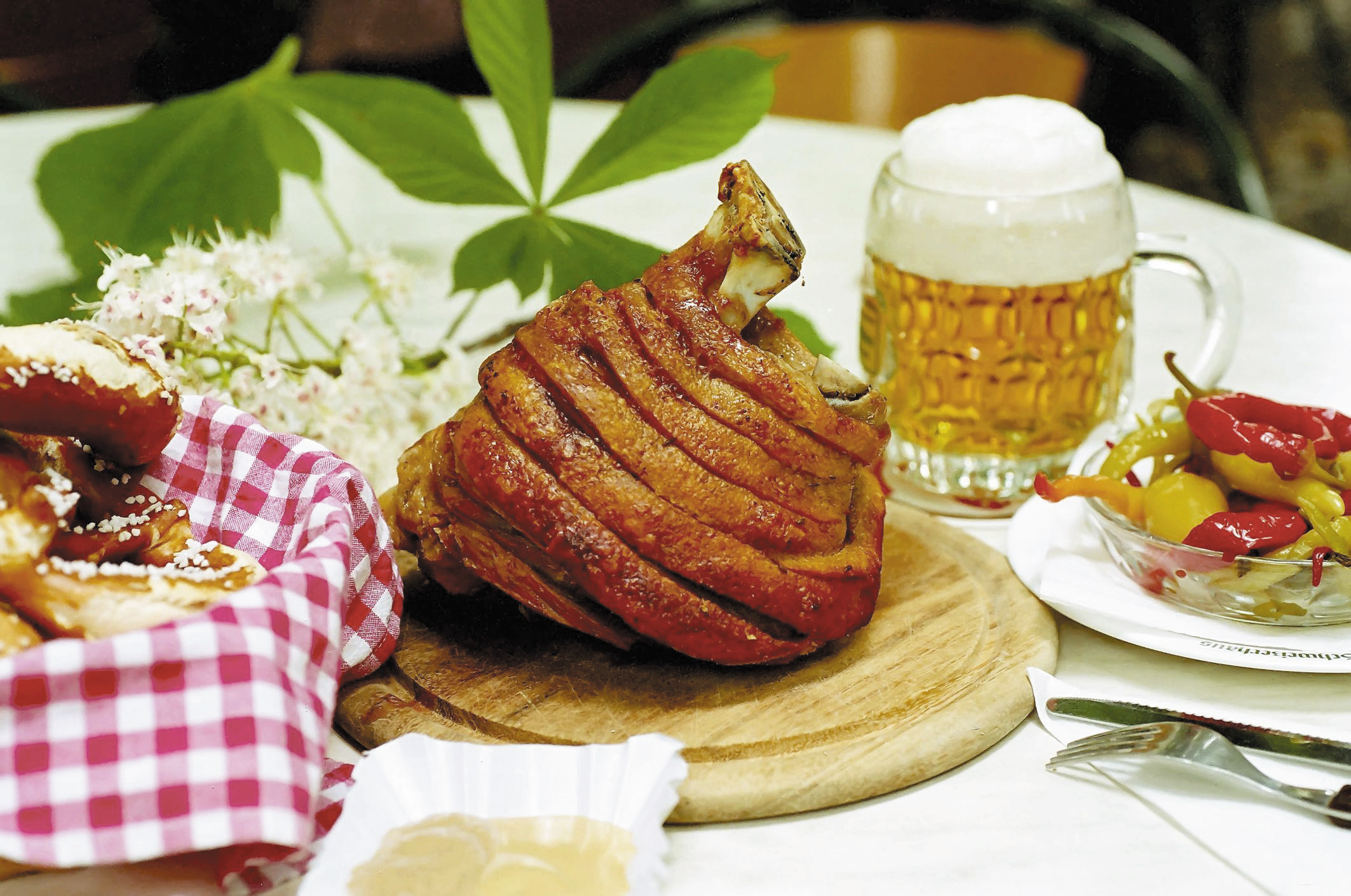
Assado

Eisbein é o joelho do porco, usado como ingrediente muito importante da culinária alemã. Faz parte de vários pratos da culinária alemã, podendo ser preparado cozido, frito ou assado, dependendo do prato. Servido com chucrute é um dos pratos mais famosos da Alemanha.
Muito apreciado no Sul do Brasil e São Paulo graças ao grande número de descendentes de alemães nessas regiões. Existem várias receitas, mas a mais tradicional é cozinhar o joelho dianteiro do porco por aproximadamente cinco horas, com especiarias, tais como pimenta da jamaica, louro, cominho, entre outros.